# Флигель усадьбы В. Г. Дараган
Флигель усадьбы В. Г. Дараган — памятник архитектуры национального значения в Козельце (Покорщине). Повреждён, не реставрирован. Здание не используется.

## История
Постановлением Кабинета Министров УССР от 06.09.1979 № 442 «Про дополнение списка памятников градостроения и архитектуры Украинской ССР, которые находятся под охраной государства» («Про доповнення списку пам'яток містобудування і архітектури Української РСР, що перебувають під охороною держави») присвоен статус памятник архитектуры национального значения с охранным № 1775 под названием Флигель усадьбы.
Не установлена информационная доска.

## Описание
Флигель входит в усадебный комплекс В. Г. Дараган, что на правом берегу реки Остёр в бывшем селе Покорщине. К главному дому вела аллея, вдоль которой расположены одноэтажные деревянные флигели (восточный просуществовал до 1980-х годов). Главный дом и симметрично расположенные отдельно стоящие флигели образовывают парадный двор. Является одним из немногих сохранившихся деревянных усадебных построек конца 18 века. 
Сохранившийся западный флигель расположен, соответственно, западнее главной аллеи усадьбы. Построен в конце 18 веке, наряду с другими постройками.
Деревянный, оштукатуренный, одноэтажный, прямоугольный в плане флигель, с четырехскатной крышей металлической кровли. Лаконичное объемно-пространственное решение. Имеет коридорную планировку. Перекрытия плоские, деревянные. Фасад украшен деревянными пилястрами и наличниками. Сохранился преимущественно в исконном виде с достройками более позднего периода (тамбур с северной стороны и оформление наличников).